# Doom Troopers
Doom Troopers es un videojuego lanzado en 1995 por Adrenalin Entertainment para la Super NES y Mega Drive/Genesis.

## Jugabilidad
Doom Troopers es un shooter de plataformas parecido a la serie de Contra, y que está basado en el juego de cartas coleccionables Doomtrooper, parte de la franquicia Mutant Chronicles.
El jugador asume el papel de uno de los dos comandantes que luchan contra una malvada horda de zombis y mutantes invasores. El juego cuenta con ocho niveles diferentes y la opción de juego cooperativo entre dos jugadores.
El juego fue mejor conocido por mostrar sangre y mutilaciones de enemigos derrotados. Por ejemplo, los enemigos comunes del primer nivel suelen quedar sin cabeza antes de morir.

## Recepción
Air Hendrix de GamePro criticó la versión de Genesis por la pequeña selección de ataques, la acción simplista en general, falta de colores y detalles, y gritos de muerte involuntariamente humorísticos.

## Reseñas
- Sega-16.com - 18 de agosto de 2004[2]
- SuperGamePower - diciembre de 1996 (en portugués)[3]
- Classic-games.net - 19 de noviembre de 2021[4]
- All Game Guide - 1995[5]